# ثنا ارشاد متو
ثنا ارشاد متو یک عکاس خبرنگار ساکن سرینگر از قلمرو اتحادیه هند در جامو و کشمیر است. او برنده جایزه پولیتزر ۲۰۲۲ برای عکاسی شد.